# Camden (Missouri)
Camden – miasto w Stanach Zjednoczonych, w stanie Missouri, w hrabstwie Ray.